# ARMERIA
ARMERIA（アルメリア）は日本の5人組バンドである。2005年にStraight Flushという名前で結成。2006年12月ヤマハミュージックコミュニケーションズよりデビュー。2006年4月に現在の名前に改名。
2008年解散。
バンド名の由来は花のアルメリア。

## メンバー
- 康平（5月31日 - ）ボーカル
- 星（2月20日 - ）ギター
- 輝（5月27日 - ）キーボード
- 英樹（8月29日 - ）ドラム
- 葉菜（5月16日 - ）ベース
  - 解散後、「The Spade 13」に加入後(脱退)。現在は「Gacharic Spin」でドラム担当(2019年3月からVo/Gtにコンバート)。

### 元メンバー
- 俊介（ギター）2007年4月脱退

## ディスコグラフィー

### シングル
1. eclair（2007年4月11日）
  1. eclair
  2. Hottie Vibration
2. SUPER SONIC BLUE～Precious Thing～（2007年8月1日）
  1. SUPER SONIC BLUE～Precious Thing～
  2. 小さな恋の衝動

### ミニアルバム
1. 軌道（2006年12月13日）
  1. 軌道
  2. 彼女と青空 -『 GOOD LOOKIN′CLUB 』12月度EDテーマ
  3. 僕のSTORY
  4. Oh! My Sweet
  5. アルメリア